# Bartletts Harbour
Bartletts Harbour is een plaats en local service district in de Canadese provincie Newfoundland en Labrador. De plaats bevindt zich in het noorden van het eiland Newfoundland.

## Geschiedenis
In 1987 kreeg Bartletts Harbour voor het eerst beperkt lokaal bestuur doordat de plaats een local service district werd.

## Geografie
Bartletts Harbour ligt aan de westkust van het Great Northern Peninsula, het meest noordelijke gedeelte van Newfoundland. Het dorp ligt net ten westen van de plaats Castors River North, aan de oevers van St. John Bay.

## Demografie
Demografisch gezien is de designated place Bartletts Harbour, net zoals de meeste kleine dorpen op Newfoundland, aan het krimpen. Tussen 1991 en 2021 daalde de bevolkingsomvang van 180 naar 105. Dat komt neer op een daling van 75 inwoners (-41,7%) in 30 jaar tijd.
| Demografische ontwikkeling van Bartletts Harbour tussen 1991 en 2021 |
| -------------------------------------------------------------------- |
|                                                                      |
| Bron: Statistics Canada (1991–1996, 2001–2006, 2011–2016, 2021)      |